# One South at The Plaza
One South at The Plaza (dawniej Bank of America Plaza) – wieżowiec w Charlotte w Stanach Zjednoczonych, o wysokości 153 m. Budynek został otwarty w 1974 i liczy 40 kondygnacji.